# Portugal nos Jogos Paralímpicos de Verão de 1988
Portugal participou dos Jogos Paralímpicos de Verão de 1988, que foram realizados na cidade de Seul, na Coreia do Sul, entre os dias 15 e 24 de outubro de 1988.
A delegação, com apenas 13 integrantes, conquistou 14 medalhas, das quais 3 de ouro, e terminou na vigésima oitava posição no quadro de medalhas destes jogos.

## Atletas
Ao todo, a comitiva portuguesa em Seul alcançou os 7 homens e as 6 mulheres, num total recorde mínimo registado, de 13 atletas distribuídos por apenas 2 modalidades, com António Marques, Emília Costa e João Alves a competirem em ambas modalidades.
| Modalidade | Atletas |
| ---------- | --- |
| Atletismo  | António Marques, António Manuel Baltazar, Emília Costa, João Alves, José Rebelo, Lúcio Almeida, Maria Albertina Cabral, Nuno Duarte, Olga Pinto e Perpétua Vaza. |
| Boccia     | Ana Fonseca, António Marques, Emília Costa, Fernando Ferreira, João Alves, Maria Melo                                                                            |

## Medalhados
A delegação portuguesa conquistou treze medalhas: 3 ouro, 5 prata e 6 bronze.
| Medalha | Atletas                                 | Modalidade | Prova             |
| ------- | --------------------------------------- | ---------- | ----------------- |
| Ouro    | Olga Pinto                              | Atletismo  | Precisão C1       |
| Ouro    | Olga Pinto                              | Atletismo  | Distância C1      |
| Ouro    | António Marques, João Alves, Maria Melo | Boccia     | Eq. Mistas C1- C2 |
| Prata   | António Manuel Baltazar                 | Atletismo  | Lançamento C2     |
| Prata   | Maria Albertina Cabral                  | Atletismo  | 200 m C7          |
| Prata   | Maria Albertina Cabral                  | Atletismo  | 400 m C7          |
| Prata   | José Rebelo                             | Atletismo  | 100 m C2          |
| Prata   | José Rebelo                             | Atletismo  | 200 m C2          |
| Bronze  | António Marques                         | Atletismo  | Precisão C1       |
| Bronze  | Emília Costa                            | Atletismo  | Precisão C1       |
| Bronze  | João Alves                              | Atletismo  | Precisão C1       |
| Bronze  | José Rebelo                             | Atletismo  | 400 m C2          |
| Bronze  | Fernando Ferreira                       | Boccia     | Individual C2     |
| Bronze  | João Alves                              | Boccia     | Individual C1     |